# Nodaria lunifera
Nodaria lunifera är en fjärilsart som beskrevs av Moore 1885. Nodaria lunifera ingår i släktet Nodaria och familjen nattflyn. Inga underarter finns listade i Catalogue of Life.